# Big Ten Conference
A Big Ten Conference (B1G), previamente denominada Western Conference e Big Nine Conference, é a conferência esportiva colegial e universitária mais antiga da Divisão I norte-americana. Suas doze instituições-membras (que são, primariamente, eminentes universidades de pesquisa em seus respectivos estados, bem-vistas academicamente) são localizadas principalmente no Centro-Oeste dos Estados Unidos, indo de Nebraska no leste até a Pensilvânia no oeste, e de Indiana no sul até Minnesota no norte.
Apesar de seu nome, a Big Ten Conference consiste de 14 instituições, na sequência da adição da Universidade Estadual da Pensilvânia, em 1990, da Universidade de Nebraska-Lincoln em 2011, e das Universidades de Maryland e Rutgers em 2014. Curiosamente, existe a Big 12 Conference, que contém dez escolas, mas representa uma outra região do país.

## Universidades filiadas
Universidade de Illinois (desde 1896)*

Universidade de Indiana (desde 1899)

Universidade de Iowa (desde 1899)

Universidade de Maryland (desde 2014)

Universidade de Michigan (desde 1896)*

Universidade Estadual de Michigan (desde 1949)

Universidade de Minessota (desde 1896)*

Universidade de Nebraska (desde 2011)

Universidade Northwestern (desde 1896)*

Universidade Estadual de Ohio (desde 1912)

Universidade de Oregon (desde 2024)

Universidade Estadual da Pensilvânia (desde 1990)

Universidade de Purdue (desde 1896)*

Universidade Rutgers (desde 2014)

Universidade da Califórnia em Los Angeles (UCLA; desde 2024)

Universidade do Sul da Califórnia (USC; desde 2024)*

Universidade de Washington (desde 2024)

Universidade de Wisconsin (desde 1896)*

(*) Membros fundadores

## Futebol americano
Desde 1946, o campeão de futebol americano da Big Ten disputa o Rose Bowl com o campeão da Pacific-12 Conference, a exceção dos anos em que um deles disputou o BCS National Championship Game (2006-2014), ou dispute o College Football Playoff (CFP) (Desde 2014) em anos que o Rose Bowl não seja semifinal do CFP. Nesses casos, o 2º colocado da conferência disputa o Rose Bowl. Desde 2011 o campeonato da Big Ten se define numa partida final no Lucas Oil Stadium de Indianápolis.
Desde 2014, a conferência se divide em duas divisões: Leste e Oeste. Os times são obrigados a jogarem 8 partidas dentro da conferência, sendo que obrigatoriamente tem que enfrentar os times da mesma divisão todos anos (6 jogos) e ainda disputam anualmente dois jogos contra times da outra divisão da BIG 10, fazendo com que tenha que enfrentar todos os times da outra divisão num período de 4 anos. A única partida interdivisional que se disputa obrigatoriamente todos os anos é entre Indiana–Purdue. Os times da BIG 10 são proibidos pela conferência de disputar jogos contra times da NCAA Division I Football Championship Subdivision (FCS) e ainda são obrigados a jogar pelo menos um jogo anual contra times das outras conferências conhecidas como Power Five: (SEC, Pac-12, Big 12 e ACC), ou disputarem um jogo contra os times independentes de Notre Dame ou BYU que também contam para as estatísticas como times da Power Five.
| Divisão Oeste | Divisão Leste  |
| ------------- | -------------- |
| Purdue        | Indiana        |
| Illinois      | Maryland       |
| Iowa          | Michigan       |
| Minnesota     | Michigan State |
| Nebraska      | Ohio State     |
| Northwestern  | Penn State     |
| Wisconsin     | Rutgers        |

### Campeões da conferência no futebol americano
| - 1896 Wisconsin - 1897 Wisconsin - 1898 Michigan - 1899 Chicago - 1900 Iowa & Minnesota - 1901 Michigan & Wisconsin - 1902 Michigan - 1903 Michigan, Minnesota & Northwestern - 1904 Michigan & Minnesota - 1905 Chicago - 1906 Michigan, Minnesota & Wisconsin - 1907 Chicago - 1908 Chicago - 1909 Minnesota - 1910 Illinois & Minnesota - 1911 Minnesota - 1912 Wisconsin - 1913 Chicago - 1914 Illinois - 1915 Illinois & Minnesota - 1916 Ohio State - 1917 Ohio State - 1918 Illinois, Michigan & Purdue - 1919 Illinois - 1920 Ohio State - 1921 Iowa - 1922 Iowa & Michigan - 1923 Illinois & Michigan - 1924 Chicago - 1925 Michigan - 1926 Michigan & Northwestern - 1927 Illinois & Minnesota - 1928 Illinois - 1929 Purdue - 1930 Michigan & Northwestern - 1931 Michigan, Northwestern & Purdue - 1932 Michigan - 1933 Michigan & Minnesota - 1934 Minnesota - 1935 Minnesota & Ohio State - 1936 Northwestern - 1937 Minnesota |  | - 1938 Minnesota - 1939 Ohio State - 1940 Minnesota - 1941 Minnesota - 1942 Ohio State - 1943 Michigan & Purdue - 1944 Ohio State - 1945 Indiana - 1946 Illinois - 1947 Michigan - 1948 Michigan - 1949 Michigan & Ohio State - 1950 Michigan - 1951 Illinois - 1952 Purdue & Wisconsin - 1953 Illinois & Michigan State - 1954 Ohio State - 1955 Ohio State - 1956 Iowa - 1957 Ohio State - 1958 Iowa - 1959 Wisconsin - 1960 Iowa & Minnesota - 1961 Ohio State - 1962 Wisconsin - 1963 Illinois - 1964 Michigan - 1965 Michigan State - 1966 Michigan State - 1967 Indiana, Minnesota & Purdue - 1968 Ohio State - 1969 Michigan & Ohio State - 1970 Ohio State - 1971 Michigan - 1972 Michigan & Ohio State - 1973 Michigan & Ohio State - 1974 Michigan & Ohio State - 1975 Ohio State - 1976 Michigan & Ohio State - 1977 Michigan & Ohio State - 1978 Michigan & Michigan State |  | - 1979 Ohio State - 1980 Michigan - 1981 Iowa & Ohio State - 1982 Michigan - 1983 Illinois - 1984 Ohio State - 1985 Iowa - 1986 Michigan & Ohio State - 1987 Michigan State - 1988 Michigan - 1989 Michigan - 1990 Illinois, Iowa, Michigan & Michigan State - 1991 Michigan - 1992 Michigan - 1993 Ohio State & Wisconsin - 1994 Penn State - 1995 Northwestern - 1996 Northwestern & Ohio State - 1997 Michigan - 1998 Michigan, Ohio State & Wisconsin - 1999 Wisconsin - 2000 Michigan, Northwestern & Purdue - 2001 Illinois - 2002 Iowa & Ohio State - 2003 Michigan - 2004 Iowa & Michigan - 2005 Ohio State & Penn State - 2006 Ohio State - 2007 Ohio State - 2008 Ohio State & Penn State - 2009 Ohio State - 2010 Michigan State, Ohio State & Wisconsin - 2011 Wisconsin - 2012 Wisconsin - 2013 Michigan State - 2014 Ohio State - 2015 Michigan State - 2016 : Penn State - 2017 : Ohio State - 2018 : Ohio State - 2019 : Ohio State |

## Basquetebol masculino

### Campeões da Temporada Regular da Big Ten
| - 1906 : Minnesota Golden Gophers - 1907 : Chicago Maroons / Minnesota Golden Gophers / Wisconsin Badgers - 1908 : Chicago Maroons / Wisconsin Badgers - 1909 : Chicago Maroons - 1910 : Chicago Maroons - 1911 : Minnesota Golden Gophers / Purdue Boilermakers - 1912 : Purdue Boilermakers / Wisconsin Badgers - 1913 : Wisconsin Badgers - 1914 : Wisconsin Badgers - 1915 : Illinois Fighting Illini - 1916 : Wisconsin Badgers - 1917 : Illinois Fighting Illini / Minnesota Golden Gophers - 1918 : Minnesota Golden Gophers - 1919 : Minnesota Golden Gophers - 1920 : Chicago Maroons - 1921 : Michigan Wolverines / Purdue Boilermakers / Wisconsin Badgers - 1922 : Purdue Boilermakers - 1923 : Iowa Hawkeyes / Minnesota Golden Gophers - 1924 : Chicago Maroons / Illinois Fighting Illini / Wisconsin Badgers - 1925 : Ohio State Buckeyes - 1926 : Indiana Hoosiers / Iowa Hawkeyes / Michigan Wolverines / Purdue Boilermakers - 1927 : Michigan Wolverines - 1928 : Indiana Hoosiers / Purdue Boilermakers - 1929 : Michigan Wolverines / Wisconsin Badgers - 1930 : Purdue Boilermakers - 1931 : Northwestern Wildcats - 1932 : Purdue Boilermakers - 1933 : Northwestern Wildcats - 1934 : Purdue Boilermakers - 1935 : Illinois Fighting Illini / Purdue Boilermakers / Wisconsin Badgers - 1935 : Indiana Hoosiers / Purdue Boilermakers - 1937 : Illinois Fighting Illini / Minnesota Golden Gophers - 1938 : Purdue Boilermakers - 1939 : Ohio State Buckeyes - 1940 : Purdue Boilermakers - 1941 : Wisconsin Badgers - 1942 : Illinois Fighting Illini - 1943 : Illinois Fighting Illini - 1944 : Ohio State Buckeyes - 1945 : Iowa Hawkeyes |  | - 1946 : Ohio State Buckeyes - 1947 : Wisconsin Badgers - 1948 : Michigan Wolverines - 1949 : Illinois Fighting Illini - 1950 : Ohio State Buckeyes - 1951 : Illinois Fighting Illini - 1952 : Illinois Fighting Illini - 1953 : Indiana Hoosiers - 1954 : Indiana Hoosiers - 1955 : Iowa Hawkeyes - 1956 : Iowa Hawkeyes - 1957 : Indiana Hoosiers / Michigan State Spartans - 1958 : Indiana Hoosiers - 1959 : Michigan State Spartans - 1960 : Ohio State Buckeyes - 1961 : Ohio State Buckeyes - 1962 : Ohio State Buckeyes - 1963 : Illinois Fighting Illini / Ohio State Buckeyes - 1964 : Michigan Wolverines / Ohio State Buckeyes - 1965 : Michigan Wolverines - 1966 : Michigan Wolverines - 1967 : Indiana Hoosiers/Michigan State - 1968 : Iowa Hawkeyes / Ohio State Buckeyes - 1969 : Purdue Boilermakers - 1970 : Iowa Hawkeyes - 1971 : Ohio State Buckeyes - 1972 : Minnesota Golden Gophers - 1973 : Indiana Hoosiers - 1974 : Indiana Hoosiers / Michigan Wolverines - 1975 : Indiana Hoosiers - 1976 : Indiana Hoosiers - 1977 : Michigan Wolverines - 1978 : Michigan State Spartans - 1979 : Iowa Hawkeyes / Michigan State Spartans / Purdue Boilermakers - 1980 : Indiana Hoosiers - 1981 : Indiana Hoosiers - 1982 : Minnesota Golden Gophers - 1983 : Indiana Hoosiers - 1984 : Illinois Fighting Illini / Purdue Boilermakers - 1985 : Michigan Wolverines - 1986 : Michigan Wolverines - 1987 : Indiana Hoosiers / Purdue Boilermakers - 1988 : Purdue Boilermakers |  | - 1989 : Indiana Hoosiers - 1990 : Michigan State Spartans - 1991 : Indiana Hoosiers / Ohio State Buckeyes - 1992 : Ohio State Buckeyes - 1993 : Indiana Hoosiers - 1994 : Purdue Boilermakers - 1995 : Purdue Boilermakers - 1996 : Purdue Boilermakers - 1997 : Título vago, por conta de jogadores irregularidades no time campeão Minnesota Golden Gophers. - 1998 : Illinois Fighting Illini / Michigan State Spartans - 1999 : Michigan State Spartans - 2000 : Michigan State Spartans - 2001 : Illinois Fighting Illini / Michigan State Spartans - 2002 : Illinois Fighting Illini / Indiana Hoosiers / Wisconsin Badgers - 2003 : Wisconsin Badgers - 2004 : Illinois Fighting Illini - 2005 : Illinois Fighting Illini - 2006 : Ohio State Buckeyes - 2007 : Ohio State Buckeyes - 2008 : Wisconsin Badgers - 2009 : Michigan State Spartans - 2010 : Michigan State Spartans / Ohio State Buckeyes / Purdue Boilermakers - 2011 : Ohio State Buckeyes - 2012 : Michigan Wolverines / Michigan State Spartans / Ohio State Buckeyes - 2013 : Indiana Hoosiers - 2014 : Michigan Wolverines - 2015 : Wisconsin Badgers - 2016 : Indiana Hoosiers - 2017 : Purdue Boilermakers - 2018 : Michigan State Spartans - 2019 : Michigan State Spartans / Purdue Boilermakers |

#### Títulos por equipe
| Equipe                   | Universidade                                 | Títulos da Temporada Regular da Conferência Big Ten |
| ------------------------ | -------------------------------------------- | --------------------------------------------------- |
| Purdue Boilermakers      | Universidade de Purdue                       | 24                                                  |
| Indiana Hoosiers         | Universidade de Indiana                      | 22                                                  |
| Ohio State Buckeyes      | Universidade Estadual de Ohio                | 20                                                  |
| Wisconsin Badgers        | Universidade do Wisconsin-Madison            | 18                                                  |
| Illinois Fighting Illini | Universidade de Illinois em Urbana-Champaign | 17                                                  |
| Michigan State Spartans  | Universidade Estadual de Michigan            | 15                                                  |
| Michigan Wolverines      | Universidade de Michigan                     | 14                                                  |
| Iowa Hawkeyes            | Universidade de Iowa                         | 8                                                   |
| Minnesota Golden Gophers | Universidade de Minnesota                    | 8                                                   |
| Chicago Maroons*         | Universidade de Chicago                      | 6                                                   |
| Northwestern Wildcats    | Universidade Northwestern                    | 2                                                   |

(*) Não faz mais parte da Conferência Big Ten

### Campeões do Torneio final da Big Ten
Nota: a partir de 1998 a Conferência Big Ten passou a disputar um torneio final de eliminação simples após a temporada regular, para definir um campeão.
- 1998 : Michigan Wolverines*
- 1999 : Michigan State Spartans
- 2000 : Michigan State Spartans
- 2001 : Iowa Hawkeyes
- 2002 : Ohio State Buckeyes*
- 2003 : Illinois Fighting Illini
- 2004 : Wisconsin Badgers
- 2005 : Illinois Fighting Illini
- 2006 : Iowa Hawkeyes
- 2007 : Ohio State Buckeyes
- 2008 : Wisconsin Badgers
- 2009 : Purdue Boilermakers
- 2010 : Ohio State Buckeyes
- 2011 : Ohio State Buckeyes
- 2012 : Michigan State Spartans
- 2013 : Ohio State Buckeyes
- 2014 : Michigan State Spartans
- 2015 : Wisconsin Badgers
- 2016 : Michigan State Spartans
- 2017 : Michigan Wolverines
- 2018 : Michigan Wolverines
- 2019 : Michigan State Spartans

#### Títulos por equipe
| Equipe                   | Universidade                                 | Títulos do torneio da Conferência Big Ten |
| ------------------------ | -------------------------------------------- | ----------------------------------------- |
| Michigan State Spartans  | Universidade Estadual de Michigan            | 6                                         |
| Ohio State Buckeyes      | Universidade Estadual de Ohio                | 4*                                        |
| Wisconsin Badgers        | Universidade do Wisconsin-Madison            | 3                                         |
| Illinois Fighting Illini | Universidade de Illinois em Urbana-Champaign | 2                                         |
| Iowa Hawkeyes            | Universidade de Iowa                         | 2                                         |
| Michigan Wolverines      | Universidade de Michigan                     | 2*                                        |
| Purdue Boilermakers      | Universidade de Purdue                       | 1                                         |

Notas:
- * Títulos retirados pela NCAA por violações de suas regras cometidas pelas universidades nestes anos